# Wim Bosman (zakenman)

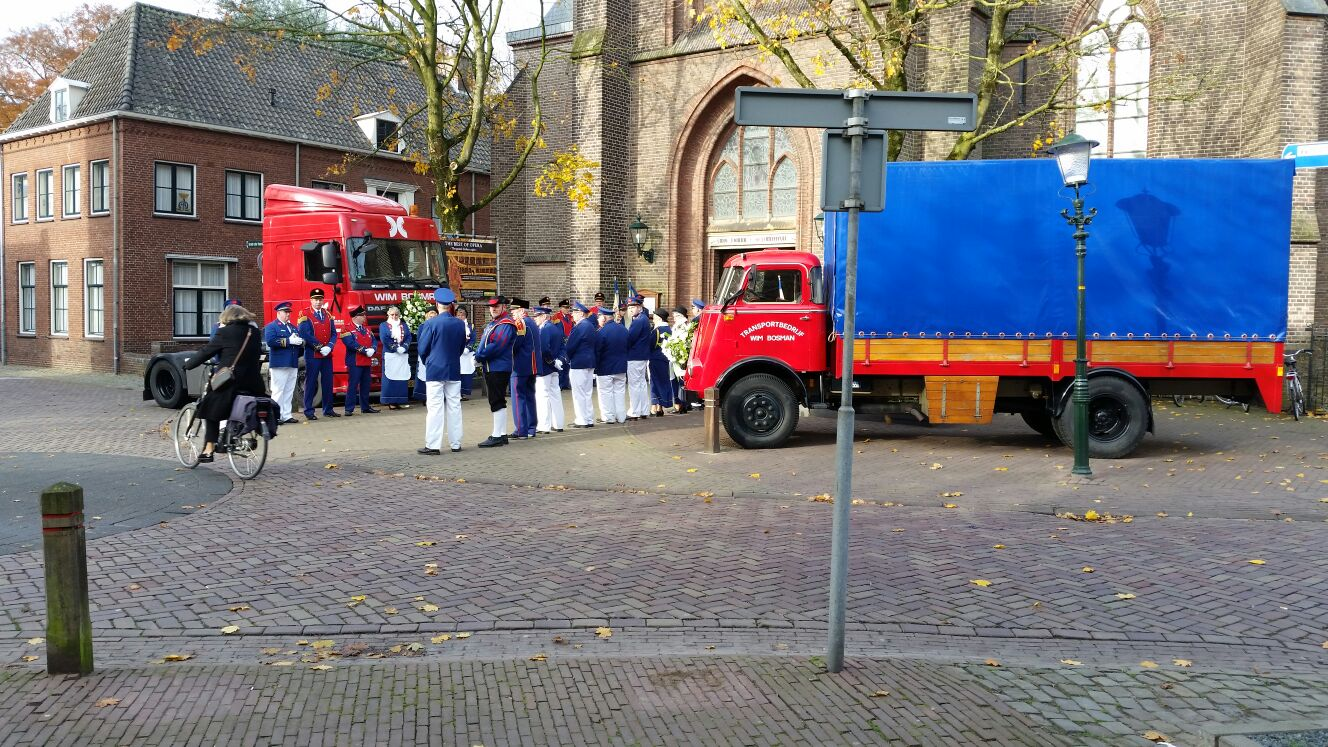
Twee vrachtwagens bij de kerk tijdens de uitvaart van Wim Bosman.

Wim (Willem Petrus) Bosman ('s-Heerenberg, 29 oktober 1941 - Brasschaat, 10 november 2017) was een Nederlandse transportondernemer en eigenaar van de Wim Bosman Groep.
Wim Bosman werd geboren te ’s-Heerenberg als zoon van Antoon Bosman en Annie van Hal. Zijn ouders hadden een transportbedrijf in ’s-Heerenberg. Omdat zij op een gegeven moment 'meer kinderen dan vrachtwagens' hadden kocht Bosman in 1963 zelf een vrachtwagen en startte zijn eigen bedrijf dat in eerste instantie gevestigd was in Netterden.
Toenemende groei en ruimtegebrek waren in 1979 aanleiding om te verhuizen naar een nieuwe locatie aan de Industriestraat te 's-Heerenberg.
In een periode van bijna vijftig jaar bouwde Bosman zijn bedrijf uit tot een internationaal logistiek bedrijf met diverse werkmaatschappijen, verenigd in de Wim Bosman Groep. Naast vervoer over de weg voorzag Bosman in de jaren 80 al dat hij ook moest zorgen voor aanbod van transport via de luchtvaart en scheepvaart. Hiertoe richtte hij de werkmaatschappij Wim Bosman Air & Ocean op.
Gebrek aan opvolging binnen de familie zorgde ervoor dat Bosman op zoek ging naar een geschikte koper van zijn bedrijf. Op 7 maart 2011 werd bekend dat het bedrijf overgenomen werd door het Nieuw-Zeelandse Mainfreight voor een bedrag van 110 miljoen euro. Het bedrijf had op dat moment ca. 1600 werknemers in dienst, verdeeld over diverse Europese landen. In 2013 ontstond een conflict tussen Mainfreight en Bosman, omdat hij tijdens de onderhandelingen verzwegen zou hebben dat zijn bedrijf drie grote klanten ging verliezen. Hierop eiste Mainfreight een schadevergoeding van Bosman. Uiteindelijk heeft Bosman een schadevergoeding van 8,3 miljoen euro aan Mainfreight betaald.
Wim Bosman overleed op 10 november 2017 in Brasschaat (België).